# Бакалов, Луис
Луи́с Энри́кес Бака́лов (исп. Luis Enríquez Bacalov; 30 августа 1933, Буэнос-Айрес — 15 ноября 2017, Рим) — аргентинский и итальянский композитор. Известен как автор музыки для фильмов.
Луис Бакалов родился в Буэнос-Айресе в семье болгаро-еврейских иммигрантов. Его дедушка и бабушка по отцовской линии были банатскими болгарами, которые эмигрировали в Аргентину. Сам же он не исповедовал иудаизм.
Номинирован на премию «Оскар» в 1967 году в категории «Лучшая музыкальная адаптация» за фильм «Евангелие от Матфея» и получил данную кинонаграду в 1996 году в категории «Лучшая музыка для фильма» за ленту «Почтальон».
В начале 70-х работал с итальянскими прог-рок группами New Trolls, Osanna и Il Rovescio della Medaglia.
В последние годы Бакалов сочинил произведения для хора и оркестра, включая его Misa Tango, представляющую собой испаноязычную адаптацию классической литургической мессы и ритмов танго его родной Аргентины.
С 2005 года работал дирижёром «Orchestra della Magna Grecia» в итальянском Таранто. Скончался в Риме 15 ноября 2017 года в возрасте 84 лет.

## Музыка к фильмам
- 1960 — Banda del buco
- 1961 — Чёрный Милан
- 1962 — Двое легионеров
- 1963 — Тоска
- 1964 — Евангелие от Матфея
- 1965 — Миллион долларов
- 1965 — На этот раз поговорим о мужчинах
- 1965 — Сегодня, завтра, послезавтра
- 1966 — Джанго
- 1966 — Ведьма
- 1966 — Золотая пуля
- 1967 — Каждому своё
- 1969 — Смерть на высоком холме
- 1971 ─  Суперсвидетель
- 1972 — Большая дуэль
- 1974 — Наведу порядок в Америке и вернусь
- 1980 — Город женщин
- 1983 — Любовь с первого взгляда
- 1983 — Арс Аманди, или Искусство любви
- 1988 — Дорогой Горбачёв
- 1995 — Почтальон
- 1995 — Бухта Эсмеральда
- 1996 — Сделай мне одолжение
- 1997 — Польская красавица
- 1997 — Перемирие
- 1999 — Любовное послание
- 1999 — Дети века
- 2000 — Женщина сверху
- 2001 — Свободное падение
- 2003 — Убить Билла
- 2006 — Тихий Дон
- 2007 — Караваджо
- 2012 — Джанго освобождённый